# Oskudnost dobara
Oskudnost dobara koncept je u ekonomskoj znanosti koji se odnosi na činjenicu da su gospodarska dobra ograničena, tj. da na svijetu ne postoji dovoljno dostupnih resursa za proizvodnju svih dobara za kojima postoji ljudska želja. Koncept se odnosi na osnovnu činjenicu postojanja samo ograničene količine resursa kojima je i najbolje tehničko znanje u stanju proizvesti samo ograničenu količinu gospodarskog dobra. Kada stanje oskudnosti ne bi postojalo i kada bi se mogla "proizvesti neograničena količina svake robe i svaka ljudska potreba u potpunosti zadovoljiti (...) tada ne bi bilo gospodarskih dobara, tj. dobara koja su relativno oskudna". 
Britanski ekonomist Lionel Robbins poznat je po svojoj definiciji ekonomske znanosti pri kojoj koristi koncept oskudnosti:
"Ekonomska znanost je znanost koja proučava ljudsko ponašanje u odnosu na odnos između ciljeva i sredstava s alternativnim namjenama."
Prema ekonomskoj teoriji apsolutna i relativna oskudnost različiti su koncepti i naglašava da je relativna oskudnost ta koja definira ekonomsku znanost."
Suvremena ekonomska teorija proizlazi u velikom dijelu iz koncepta relativne oskudnosti.
S obzirom na oskudnost postoje:
- besplatna dobra - dobra čija je raspoloživa količina pri nultoj cijeni dovoljna da zadovolji cjelokupnu potražnju, odnosno sve želje.
- ekonomska dobra - dobra čija je raspoloživa količina pri nultoj cijeni manja od potraživane. Ekonomska su dobra oskudna.[1]